# Nikołaj Maksimow
Nikołaj wasiljewicz Maksimow (ros. Николай Васильевич Максимов, ur. 27 listopada?/10 grudnia 1915 we wsi Kuprijanowka w powiecie kirsanowskim w guberni tambowskiej (obecnie nie istnieje; terytorium rejonu inżawińskiego w obwodu tambowskiego), zm. 8 marca 1952) – radziecki lotnik wojskowy, podpułkownik, Bohater Związku Radzieckiego (1945).

## Życiorys
W 1933 skończył szkołę uniwersytetu fabryczno-zawodowego w Tambowie, a w 1936 dwa kursy technikum mechanizacji gospodarki rolnej w Tambowie. Od sierpnia 1936 służył w Armii Czerwonej, w 1938 ukończył Kaczyńską Wojskową Wyższą Szkołę Lotniczą Pilotów, następnie do 1942 był instruktorem wojskowej szkoły lotniczej w Melitopolu. Od listopada 1942 uczestniczył w wojnie z Niemcami jako zastępca dowódcy eskadry 672 pułku lotnictwa szturmowego Frontu Zakaukaskiego, walczył w bitwie o Kaukaz, od grudnia 1942 do maja 1943 był zastępcą dowódcy i dowódcą eskadry pułków lotnictwa szturmowego w Nadwołżańskim Okręgu Wojskowym. Od maja 1943 do maja 1945 był dowódcą eskadry i nawigatorem 624 pułku lotnictwa szturmowego, walczył na Froncie Briańskim, 2 i 1 Nadbałtyckim, 3 Białoruskim i 1 Ukraińskim. Brał udział w operacji orłowskiej, briańskiej, gorodokskiej, witebskiej, witebsko-orszańskiej, wileńskiej, kowieńskiej, ryskiej, sandomiersko-śląskiej, dolnośląskiej, berlińskiej i praskiej, walcząc w składzie 308 Dywizji Lotnictwa Szturmowego 3 Korpusu Lotnictwa Szturmowego 2 Armii Powietrznej. Samolotem Ił-2 wykonał podczas wojny 159 lotów szturmowych, w walkach powietrznych strącił osobiście 6 samolotów wroga. Po wojnie do sierpnia 1945 dowodził pułkiem lotnictwa szturmowego w Grupie Wojsk Radzieckich w Niemczech, w 1946 ukończył wyższą szkołę oficerską Sił Powietrznych w Krasnodarze i został inspektorem techniki pilotażu dywizji lotnictwa szturmowego w Karpackim Okręgu Wojskowym, w 1949 otrzymał stopień podpułkownika. W 1951 ukończył Akademię Wojskowo-Powietrzną w Monino i został dowódcą pułku lotnictwa szturmowego w Zakaukaskim Okręgu Wojskowym, a w czerwcu 1951 zastępcą komendanta wojskowej lotniczej szkoły nawigatorów w Szadryńsku. Zginął w wypadku lotniczym podczas wykonywania obowiązków służbowych. Jego imieniem nazwano ulicę w miejscowości Inżawino.

## Odznaczenia
- Złota Gwiazda Bohatera Związku Radzieckiego (27 czerwca 1945)
- Order Lenina (dwukrotnie, 23 lutego 1945 i 27 czerwca 1945)
- Order Czerwonego Sztandaru (dwukrotnie, 2 sierpnia 1943 i 25 marca 1944)
- Order Aleksandra Newskiego (23 stycznia 1944)
- Order Wojny Ojczyźnianej I klasy (22 lutego 1945)

I medale.